# Кампо ди Пардо (Кјети)
Кампо ди Пардо (итал. Campo di Pardo) је насеље у Италији у округу Кјети, региону Абруцо.
Према процени из 2011. у насељу је живело 46 становника. Насеље се налази на надморској висини од 208 м.